# Маркиз де Альканьисес
Маркиз де Альканьисес — испанский дворянский титул. Он был создан 15 декабря 1533 года королем Испании Карлосом I для Франсиско Энрикеса де Альмансы (1475—1541) за награду за его участие в 1521 году битве при Вильяларе против восставших Комунерос.
Франсиско был сыном Хуана Энрикеса де Гусмана, сеньора де Вельвер и Кабрерос, и Констансы де Альмансы, дочери и наследницы Диего де Альмансы, сеньора де Альканьисес и Альмансы.
30 августа 1626 года король Испании Филипп IV пожаловал звание гранда Испании Альваро Антонио Энрикесу де Альмансе и Борхе, 7-му маркизу де Альканьисесу.
В 1713 году после смерти Терезы Энрикес де Веласко, 9-й маркизы де Альканьисес, не оставившей детей, маркизат перешел в дом Энрикесов, герцогов де Медина-де-Риосеко и адмиралов Кастилии. В 1741 году после смерти Марии де Альмудены Энрикес де Кабреры и Альмансы, 11-й маркизы де Альканьисес, титул перешел к графам де Грахаль. В 1813 году от графов Грахаль маркизат перешел к герцогам Альбуркерке.
Название титула происходит от названия муниципалитета Альканьисес, провинция Самора, автономное сообщество Кастилия-Леон.

## Маркизы де Альканьисес
1. Франсиско I Энрикес де Альманса (†1541)
2. Хуан I Энрикес де Альманса (†1544)
3. Франсиско II Энрикес де Альманса (†1549)
4. Хуан II Энрикес де Альманса (†1559)
5. Эльвира Энрикес де Альманса (1551—1596)
6. Антонио Энрикес де Альманса (†1597)
7. Альваро Антонио Энрике де Альманса и Борха († ок. 1642)
8. Хуан Энрикес де Борха и Альманса (29 декабря 1615 — 17 марта 1675)
9. Тереза Энрикес де Веласко (†1713)
10. Паскуаль Энрикес де Кабрера и Альманса  (1682—1736)
11. Мария де ла Альмундена Энрикес де Кабрера и Альманса (†1741)
12. Алонсо Франсиско Осорио и Гусман (†1746)
13. Франсиско Хавьер Осорио и Гусман (1746—1747)
14. Мануэль Хуан Осорио Веласко Гусман и Вега (1747—1793)
15. Мануэль Мигель Осорио и Спинола (†1813)
16. Николас Осорио и Зайес (†1866)
17. Хосе Осорио и Сильва (1866—1909)
18. Мигель Осорио и Мартос (1910—1942)
19. Бельтран Осорио и Диес де Ривера (1942—1994)
20. Хуан Осорио де Бертран де Лис (1994 — настоящее время).